# Ludovico Avio
Ludovico Avio (Pigüé, 6 ottobre 1932 – 23 giugno 1996) è stato un calciatore argentino, di ruolo attaccante.